# Sala Polivalentă din Drobeta-Turnu Severin
Sala Polivalentă din municipiul Drobeta-Turnu Severin este amplasată pe bulevardul Aluniș nr.1, la ieșirea spre Timișoara.
Sala Polivalentă are dimensiunile standard, este omologată național cât și internațional, are o capacitate de 1800 de locuri amplasate pe două tribune de o parte și de alta a suprafeței de joc.
În incinta sălii se poate desfășura orice sport de echipă (handbal, baschet, volei, fotbal de sală) cât și sporturi individuale.
Proprietarul și administratorul sălii este Consiliul Local al municipiului Drobeta-Turnu Severin.

## Dotări

Sala Polivalentă

Sala este dotată cu toată aparatura necesară și spațiile sunt grupate după funcțiile pe care trebuie să le îndeplinească:
- spații aferente publicului: hol, tribună cu 1800 de locuri, grupuri sanitare, un bar la demisolul sălii.
- spații aferente sportivilor: 4 vestiare, sală de forță, 2 saune, cabinet medical, dușuri, toalete.
- spații aferente oficialilor: 5 vestiare complet utilate, sală de conferințe.
- spații destinate utilităților: punct termic, sistem de ventilație și aer condiționat, cabinet medical și generator de curent.